# Was sollen wir tun
Was sollen wir tun ist ein dreiteiliges Theaterstück von Tankred Dorst.
Das Stück wurde am 28. November 1997 unter der Regie von Antoine Uitdehaag in den Kammerspielen Bad Godesberg des Schauspiels Bonn und am selben Abend unter Tobias Wellemeyer im Kleinen Haus des Staatsschauspiels Dresden uraufgeführt.

## Inhalt
Der Gott unter dem Ahornbaum
Gorki erinnert sich an eine Unterhaltung mit Tolstoi im Jasnaja Poljanaer Garten unter einem Ahornbaum. Tolstoi gebe Hoffnung. Diese Fähigkeit – so der junge Dichter – mache die Größe des alten Dichters aus.
Die halb geöffnete Tür
Tankred Dorsts Vorlage ist nach Kässens Tolstois Dramenfragment „Und das Licht scheinet in der Finsternis“ (russ. „И свет во тьме светит“) aus dem Jahr 1900. Es wird eingangs über eine Frage nachgedacht: Warum schoss die Fürstin Anna Filipowna auf den reichen Gutsbesitzer Graf Nicolai Iwanowitsch Sarynzew? Boris, das einzige Kind der Fürstin, unter dem Einfluss des Grafen Wehrdienstverweigerer geworden, wurde während des Kriegsdienstes von seinem Kommandeur ins Irrenhaus gesperrt, weil er nicht mit den Serben ins Feld ziehen mag.
Graf Sarynzew hat nicht nur junge Adelige – wie Boris – zu Menschenfreunden erzogen, sondern er will sogar erwachsenen Gesetzesbrechern – wie dem Holzdieb Ivan Stabrev – vor Gericht beistehen. Und manche Äußerungen des Grafen lösen in seiner Familie nicht nur Kopfschütteln, sondern Unverständnis aus. Zum Beispiel der tödliche Unfall des kleinen Aljoscha aus einer Gutsbesitzerfamilie in der Nachbarschaft hatte Sarynzew zu den Statements „Wir leben falsch“ und „Wir alle leben so nichtsnutzig und unmoralisch“ veranlasst. Also, der Graf hatte sich, nachdem er den toten Jungen gesehen hatte, zu der ungeheuerlichen Behauptung verstiegen, aus Aljoscha wäre – hätte er weitergelebt – wahrscheinlich ein so „nichtsnutziger Mensch geworden“, wie es jedes andere Mitglied einer Gutsbesitzerfamilie im Umkreis der Sarynzews geworden ist.
Gewiss versetzt der sehr schlecht gezielte Schuss der Fürstin Anna Filipowna auf den Grafen dessen Familie in helle Aufregung und löst natürlich endlose Diskussionen über das abnorme Verhalten Sarynzews aus. Aber eigentlich geht es um die Gräfin Marja – die Frau des Gutsbesitzers Sarynzew. Der Landadelige Sarynzew will seinen Besitz verschenken und das Landgut zusammen mit einem Landstreicher verlassen. Der Graf ist der Ansicht, falls er nicht alles hergäbe, betrüge er Gott. Sarynzew will seinen parasitären Lebensstil – das Wohlleben, das Ausbeuten derer, die nichts besitzen – beenden.  Marja kann ihrem weltfremden Gatten nicht folgen und will sich auch nicht mit dem Entschluss des Familienoberhauptes abfinden. Denn die Mutter sorgt sich um das Erbe der Töchter Natascha und Sonja sowie des fast 30-jährigen anspruchsvollen Sohnes, des Geologie- und Philosophiestudenten Alexej. Privateigentum verschenkt man nicht.
Akrobaten. Ein Akt
Um 1918 in Nordamerika: Tolstois Sohn Ljowa musste Russland während der Oktoberrevolution Hals über Kopf verlassen. Das Dilemma des jungen Grafen Tolstoi: Obwohl er den Vater hasst, lebt er im kapitalistischen Amerika vom väterlichen Ruhm.
Der adelige Flüchtling Ljowa reist mit weiter nichts als einem Koffer voller Plunder über Antwerpen in Amerika ein und bewirbt sich bei einem Zirkusdirektor, einem alten Verehrer seines Vaters, um eine Stellung. Der Direktor kommt aus dem Staunen kaum heraus. Vor ihm steht das Ebenbild des großen Leo Tolstoi. Der Zirkusmann kannte Leo Tolstoi persönlich. Vor fünfundzwanzig Jahren hatte der Dichter dem Auswanderer zwanzig Rubel auf die Reise nach Übersee mitgegeben. Das selbstbewusste Auftreten des Habenichts aus Russland bringt den Direktor in Wut. Trotzdem hilft er dem Sohn des alten Pazifisten aus der Patsche. Der Direktor hat eine Idee. Denn: „Wenn man nicht gute Einfälle hat, kommt man im Kapitalismus nicht weiter!“. Der bettelarme Landsmann ist mit der Nummer „Birkenwäldchen in Jasnaja Poljana“ engagiert. Dicht vor einer wie echt drapierten russischen Birkengruppe sitzt der bärtige Leo-Tolstoi-Doppelgänger im russischen Bauernkittel schweigend in der Manege auf einer Bank.

## Rezeption
Beide Inszenierungen des Stücks wurden von der Theater- und Literaturkritik kaum wahrgenommen und es folgten bisher keine neuen Inszenierungen. "Der Spiegel" kündigte zwar die Uraufführung an, ließ aber keine Theaterkritik folgen.

### Textausgaben
- Tankred Dorst: Was sollen wir tun. Variationen über ein Thema von Leo Tolstoi. Suhrkamp, Frankfurt am Main 1996.  ISBN 3-518-40747-3.
- Was sollen wir tun. Variationen über ein Thema von Leo Tolstoi S. 59–129 in Tankred Dorst. Die Freude am Leben und andere Stücke. Mitarbeit Ursula Ehler. Werkausgabe 7 (Inhalt: Die Legende vom armen Heinrich. Was sollen wir tun. Harrys Kopf. Wegen Reichtum geschlossen. Große Szene am Fluß. Die Freude am Leben. Kupsch). Nachwort: Wend Kässens. Suhrkamp Verlag, Frankfurt am Main 2002 (1. Aufl.), ohne ISBN, 396 Seiten (Verwendete Ausgabe).

### Sekundärliteratur
- Heinz Ludwig Arnold (Hrsg.): text + kritik Heft 145: Tankred Dorst. Richard Boorberg Verlag, München im Januar 2000, ISBN 3-88377-626-2.

## Anmerkung
Teilweise in russischer Sprache
1. ↑  Gemeint ist der russische Schriftsteller Ilja Lwowitsch Tolstoi (russ. Илья Львович Толстой (1866—1933)). Tankred Dorst ist offenbar ein Rechenfehler unterlaufen. Anno 1918 war der Russlandflüchtling nicht 42 (verwendete Ausgabe, S. 106, 12. Z.v.o.), sondern 52 Jahre alt. Zudem verließ er noch gegen Ende der Zarenzeit (1916) die russische Heimat.